# 소치
소치(러시아어: Сочи, 문화어: 쏘치)는 러시아 크라스노다르 변경주에 있는 도시로, 조지아/압하지야, 흑해와 맞닿아 있다. 그레이터 소치 또는 행정 구역의 총 면적은 3,526km2이며 도시가 퍼져 있는 캅카스산맥부터 흑해까지는 145 km, 도시 실제 면적은 176.77km2이다. 2024년 러시아 인구조사에 따르면 도시의 인구는 444,989명으로, 러시아에서 가장 인구가 많은 휴양지이다. 더운 여름과 따뜻한 겨울, 아열대 기후를 가진 러시아의 몇 없는 도시이다.

## 역사
킴메르, 스키타이족, 사르마트족 군대에 의한 정복 이전 시대에는 폰토스 왕국 지배하에 압하스의 지기인들이 살았다. 이후 고전 고대 시대에는 로마 제국의 영향을 받았다. 6세기부터 11세기까지 이 지역은 에그리시 왕국과 압하스 왕국에 연이어 지배되었고, 도시 경계 내에 여러 교회를 건설했다. 11세기 중반부터 19세기까지는 조지아 왕국의 일부였다. 해안을 따른 기독교 타협은 돌궐, 하자르 카간국, 몽골 제국, 기타 유목제국의 침입으로 파괴되었고, 이로 인해 이 지역의 종교는 미약하게나마 바뀌었다. 11세기 북쪽 요새에 지어진 비잔틴 양식의 바실리카는 아직도 남아있다.
14세부터 19세기 이 지역은 압하스인, 우비흐인, 아디게인들이 지배했다. 현대 소치의 우비히아(Ubykhia)라고 알려진 지역은 역사적으로 체르케스의 일부분으로, 명목상으로는 오스만 제국의 통치하에 있었지만, 현지 원주민인 북서쪽 캅카스 부족이 관리하고 있었다. 이들은 무슬림 세계의 주요한 무역 상대였다. 해안 지대는 1828년부터 1829년 사이에 일어난 러시아-튀르크 전쟁과 캅카스 전쟁의 결과로 1829년 러시아 제국으로 양도되었다. 그러나 체르케스인은 러시아 제국의 지배를 인정하지 않고 저항하기 위해 체르케스 해안(아디게어: Адыгэ хы аушу)에 새로운 전초 기지를 세웠다. 영국은 해외를 통해 체르케스에 무기와 탄약을 공급해주면서 1836년 러시아 제국과 외교 갈등이 일어났고, 1836년 빅센 작전이라고 하는 충돌이 일어났다.

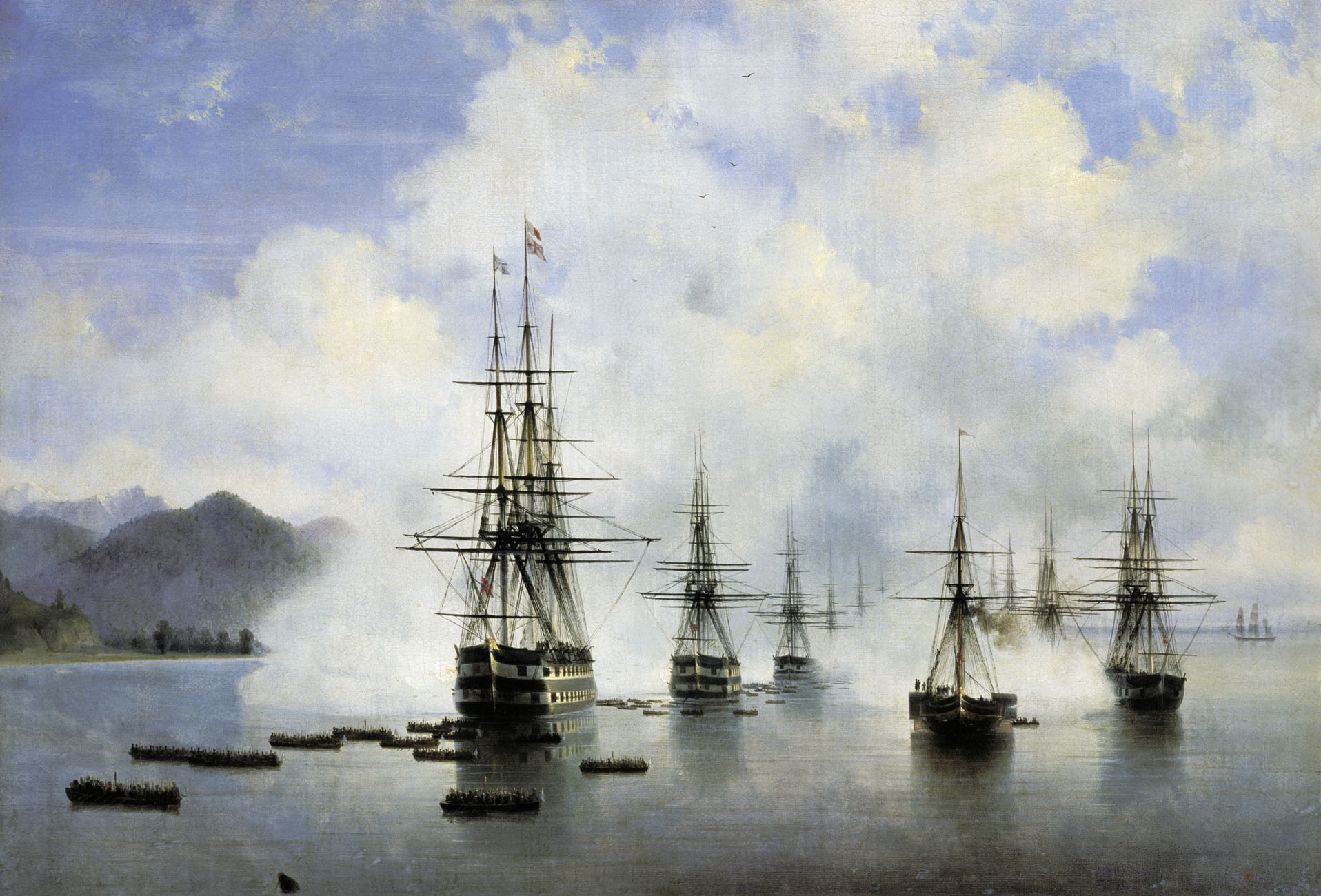
1839년 이반 아이바좁스키 작품으로, 니콜라이 래브스키의 소함대가 수바시에 정박하는 모습이다.

1830년대 러시아는 더 상세한 지식을 알기 위해 남작 표도르 토르나우를 시켜 겔렌지크, 가그라 연안 항로, 카바르다 산악 등으로 조사했다. 1838년에는 체르케스인의 저항을 막기 위해 흑해 연안의 소치강 하구에 17번째 요새를 건설했는데, 이 요새의 이름은 알렉산드리아 요새라고 지었으나 몇 년후 나바긴스키로 바꾼다. 이후 크림 전쟁이 발발하면서 투르크에게 포로로 잡혀가는 일을 막기 위해 수비대는 나바긴스키에서 철수했다.
캅카스 전쟁의 마지막 일전은 1864년 3월 18일(율리우스력 기준) 고들리흐 강에서 일어났는데, 러시아 군대의 다홉스키 연대에 우비흐인 군대는 패배했다. 1864년 3월 25일 다홉스키 요새는 나바긴스키 요새가 있던 자리에 건설되었다. 캅카스 전쟁은 1864년 6월 2일(옛 방식으로 5월 2일) 캅카스 영토에서 러시아의 장군이 러시아의 영토임을 알리는 알렉산드르 2세 황제의 성명서를 큰소리로 낭독하면서 종전되었다.
캅카스 전쟁이 종결된 이후(1864년~1870년 사이) 현대 소치의 거의 대부분에 거주했던 샵수그인(Shapsugs)의 분파인 우비흐인은 체르케스인 집단학살로 죽거나 오스만 제국으로 쫓겨났다. 1866년 해안을 시작으로 러시아인, 미국인, 우크라이나인, 벨라루스인, 그리스인, 에스토니아인, 독일인, 몰디브인, 조지아인 등 러시아 도심 지역에서 온 사람들로부터 발전되기 시작했다.
1874년부터 1891년까지 첫 러시아 정교회 성당인 세인드 마이클 성당이 지어졌고, 1874년 4월 13일(율리우스력 기준) 다홉스키 마을은 다홉스키 포사드로 바뀌었다. 1890년 2월에는 소치 등대가 건설되었다. 1896년 다홉스키 포사드는 소치 포사드(이후 지역 하천의 이름으로 됨)로 바뀌었고, 이후 새로운 행정체계인 흑해 주로 합쳐졌다. 1900년~1910년 사이 소치는 바다 휴양지로 급격히 성장했다. 처음으로 들어온 리조트는 1909년 6월 14일(율리우스력 기준) 오픈한 "캅카스카야 리비에라(Kavkazskaya Riviera)"이다. 1917년 소치에 도시 자격이 부여되었다.
러시아 내전 중에는 연안 지역에서 적군, 백군, 조지아 민주 공화국 간의 무력 충돌이 일어났고, 전쟁 이후 소치는 러시아의 영토가 되었다. 1923년 소치만의 특징 중 하나인 해안을 따라 조지아에서 투압세까지 이어지는 북캅카스 철도가 건설되었다. 북캅카스 철도 지점은 해변과 리조트가 어우러진 휴양지 이미지와 안맞을 수 있지만, 소치의 교통 인프라에 매우 중요하다.
소치는 이오시프 스탈린의 휴양지로도 유명한데, 이곳에 다차를 지었다. 스탈린의 공부하는 모습을 밀랍 동상으로 만들기도 했는데, 현재는 일반인에게도 공개되어 있다. 스탈린의 통치 기간 동안 인상적인 네코클래식 건물들이 들어섰는데, 호화로운 로디나, 오르조니키제 리조트가 대표적인 예이다. 이 지역은 소련이 붕괴될 때까지 계속해서 발전했다.

## 지리
소치 도시권은 길이가 145km에 달하며 유럽에서 가장 긴 도시라고 주장한다. 다른 출처로 볼쇼이캅카스산맥 남쪽(아시아) 방향 서남아시아의 유럽 아시아 분기점이 캅카스산맥이라는 이유를 대고 있다. 행정 구역상으로 소치는 크라스노다르 지방에 포함되어 있으며 일반적으로 우랄산맥과 우랄강 서쪽의 러시아는 유럽 러시아에 포함하므로 정치적으로 소치 역시 유럽 러시아에 포함되고 있다. 소치는 수도 모스크바로부터 1,603 킬로미터 (996 mi) 떨어져 있다.
소치는 온난 습윤 기후인데, 12월부터 3월 겨울은 따뜻한 편이다(낮 평균 기후는 11 °C (52 °F), 밤 평균 기후는 4 °C (39 °F)). 5월부터 10월까지인 여름은 더운 편이다(낮 평균 기후는 24 °C (75 °F), 밤 평균 기후는 16 °C (61 °F)).

### 기후
소치의 고도가 낮은 지역은 온난 습윤 기후(쾨펜의 기후 구분 Cfa)이다. 연 평균 기후 중 낮에는 18.4 °C (65.1 °F), 밤에는 11 °C (52 °F)이다. 가장 추운 달인 1월과 2월 평균 기후는 낮에는 10 °C (50 °F), 밤에는 3 °C (37 °F)이며, 바다 평균 기후는 9 °C (48 °F)이다. 가장 더운 달인 7월과 8월 평균 기후는 낮에는 25 to 29 °C (77 to 84 °F), 밤에는 20 °C (68 °F)이며, 바다 평균 기후는 23–24 °C (73–75 °F)이다. 연간 일조시간은 약 2,200 시간이다. 일반적으로 여름 시기는 5월부터 10월 여섯 달이다. 4월과 11월 두 달은 환절기로, 최고 20 °C (68 °F)까지 오른다. 평균 낮 기온은 16 °C (61 °F)이며, 밤은 9 °C (48 °F)이다. 12월, 1월, 2월, 3월은 가장 주운 달로, 평균(네 달의 평균) 낮 기온은 11 °C (52 °F), 밤 평균 기온은 4 °C (39 °F)이다. 연평균 강수량은 1,700 밀리미터 (67 in)이다. 소치는 8b/9a 식물 내한성 지대로, 도시에는 각기 다른 야자수류가 자란다. 소치는 니스와 동일안 위도에 있지만, 아시아에서 쌔고 찬 바람이 덜 불어와 겨울에 따뜻하다. 실제로 겨울에 하루, 이틀밖에 영하로 떨어지는 일이 없다. 최고 기온은 2000년 7월 30일 기록한 39.4 °C (102.9 °F)이다. 최저 기온은 1892년 1월 25일 기록한 −13.4 °C (7.9 °F)이다.
| 소치의 기후                                                      | 소치의 기후 | 소치의 기후 | 소치의 기후 | 소치의 기후 | 소치의 기후 | 소치의 기후 | 소치의 기후  | 소치의 기후  | 소치의 기후 | 소치의 기후 | 소치의 기후 | 소치의 기후 | 소치의 기후  |
| 월                                                               | 1월         | 2월         | 3월         | 4월         | 5월         | 6월         | 7월          | 8월          | 9월         | 10월        | 11월        | 12월        | 연간         |
| ---------------------------------------------------------------- | ----------- | ----------- | ----------- | ----------- | ----------- | ----------- | ------------ | ------------ | ----------- | ----------- | ----------- | ----------- | ------------ |
| 역대 최고 기온 °C (°F)                                           | 22.4 (72.3) | 23.5 (74.3) | 30.0 (86.0) | 33.7 (92.7) | 34.7 (94.5) | 35.2 (95.4) | 39.4 (102.9) | 38.5 (101.3) | 36.0 (96.8) | 32.1 (89.8) | 29.1 (84.4) | 23.5 (74.3) | 39.4 (102.9) |
| 일평균 최고 기온 °C (°F)                                         | 9.9 (49.8)  | 10.4 (50.7) | 12.7 (54.9) | 17.0 (62.6) | 21.2 (70.2) | 25.4 (77.7) | 27.9 (82.2)  | 28.6 (83.5)  | 25.2 (77.4) | 20.7 (69.3) | 15.6 (60.1) | 12.0 (53.6) | 18.9 (66.0)  |
| 일일 평균 기온 °C (°F)                                           | 6.3 (43.3)  | 6.5 (43.7)  | 8.6 (47.5)  | 12.3 (54.1) | 16.6 (61.9) | 20.9 (69.6) | 23.7 (74.7)  | 24.3 (75.7)  | 20.5 (68.9) | 16.2 (61.2) | 11.4 (52.5) | 8.3 (46.9)  | 14.6 (58.3)  |
| 일평균 최저 기온 °C (°F)                                         | 3.8 (38.8)  | 3.7 (38.7)  | 5.6 (42.1)  | 9.0 (48.2)  | 13.3 (55.9) | 17.4 (63.3) | 20.0 (68.0)  | 20.7 (69.3)  | 16.9 (62.4) | 13.1 (55.6) | 8.5 (47.3)  | 5.7 (42.3)  | 11.5 (52.7)  |
| 역대 최저 기온 °C (°F)                                           | −13.4 (7.9) | −12.6 (9.3) | −7.0 (19.4) | −5.0 (23.0) | 3.0 (37.4)  | 7.1 (44.8)  | 12.6 (54.7)  | 10.4 (50.7)  | 2.7 (36.9)  | −3.2 (26.2) | −5.4 (22.3) | −8.3 (17.1) | −13.4 (7.9)  |
| 평균 강수량 mm (인치)                                            | 177 (7.0)   | 134 (5.3)   | 133 (5.2)   | 109 (4.3)   | 107 (4.2)   | 95 (3.7)    | 120 (4.7)    | 106 (4.2)    | 140 (5.5)   | 177 (7.0)   | 175 (6.9)   | 178 (7.0)   | 1,651 (65.0) |
| 평균 강우일수                                                    | 19          | 18          | 18          | 18          | 16          | 14          | 11           | 10           | 13          | 15          | 17          | 20          | 189          |
| 평균 강설일수                                                    | 6           | 6           | 3           | 0.3         | 0           | 0           | 0            | 0            | 0           | 0           | 1           | 4           | 20           |
| 평균 상대 습도 (%)                                               | 73          | 72          | 72          | 75          | 79          | 79          | 79           | 78           | 76          | 76          | 74          | 72          | 75           |
| 평균 월간 일조시간                                               | 96          | 105         | 145         | 161         | 221         | 258         | 279          | 281          | 226         | 195         | 121         | 86          | 2,174        |
| 출처 1: Pogoda.ru.net (평년값: 1991년~2020년, 극값: 1870년~현재) |             |             |             |             |             |             |              |              |             |             |             |             |              |
| 출처 2: 미국 해양대기청 (일조시간: 1961년~1990년)                |             |             |             |             |             |             |              |              |             |             |             |             |              |

| 1월              | 2월              | 3월              | 4월               | 5월               | 6월               | 7월               | 8월               | 9월               | 10월              | 11월              | 12월              | 연도              |
| ---------------- | ---------------- | ---------------- | ----------------- | ----------------- | ----------------- | ----------------- | ----------------- | ----------------- | ----------------- | ----------------- | ----------------- | ----------------- |
| 9.6 °C (49.3 °F) | 8.7 °C (47.7 °F) | 9.6 °C (49.3 °F) | 11.2 °C (52.2 °F) | 15.2 °C (59.4 °F) | 19.6 °C (67.3 °F) | 24.0 °C (75.2 °F) | 25.3 °C (77.5 °F) | 23.1 °C (73.6 °F) | 19.5 °C (67.1 °F) | 14.9 °C (58.8 °F) | 11.5 °C (52.7 °F) | 16.0 °C (60.8 °F) |

## 인구 통계
도시의 주요 민족은 러시아인으로 70% 이상이다. 아르메니아인도 20% 전후를 차지하며 비교적 많은 인구가 거주한다.
| 연도                | 인구    | ±%      |
| ------------------- | ------- | ------- |
| 1897                | 1,352   | —       |
| 1926                | 10,433  | +671.7% |
| 1939                | 49,813  | +377.5% |
| 1959                | 81,912  | +64.4%  |
| 1970                | 224,031 | +173.5% |
| 1979                | 287,353 | +28.3%  |
| 1989                | 336,514 | +17.1%  |
| 2002                | 328,809 | −2.3%   |
| 2010                | 343,334 | +4.4%   |
| 2021                | 466,078 | +35.8%  |
| Source: Census data |         |         |

| 연도  | 총 인구 | 도시 인구 | 러시아인 | 아르메니아인 | 우크라이나인 | 조지아인 |
| ----- | ------- | --------- | -------- | ------------ | ------------ | -------- |
| 1887  | 98      | 자료 없음 |          |              |              |          |
| 1891  | 460     | 자료 없음 |          |              |              |          |
| 1897  | 1,352   | 자료 없음 | 37.9%    | 6.0%         | 19.9%        | 17.1%    |
| 1904  | 8,163   | 자료 없음 |          |              |              |          |
| 1916  | 13,254  | 자료 없음 |          |              |              |          |
| 1926  | 13,000  | 자료 없음 |          |              |              |          |
| 1939  | 72,597  | 49,813    |          |              |              |          |
| 1959  | 127,000 | 81,912    |          |              |              |          |
| 1970  | 245,300 | 203,100   |          |              |              |          |
| 1979  | 292,300 | 245,600   |          |              |              |          |
| 1989  | 385,851 | 339,814   |          |              |              |          |
| 1992  | 369,900 | 322,400   | 68.7%    | 14.2%        | 5.9%         | 1.5%     |
| 1994  | 378,300 | 자료 없음 |          |              |              |          |
| 1997  | 388,200 | 자료 없음 |          |              |              |          |
| 2002  | 397,103 | 332,778   |          |              |              |          |
| 2006  | 395,012 | 329,481   |          |              |              |          |
| 2007  | 402,043 | 331,059   |          |              |              |          |
| 2008  | 406,800 | 334,282   |          |              |              |          |
| 2009  | 410,987 | 337,947   |          |              |              |          |
| 2010  | 420,589 | 347,932   | 69.92%   | 20.09%       | 2.29%        | 2.03%    |
| 출처: |         |           |          |              |              |          |

## 교통
모스크바와 연결되며, 해안을 따라 147km나 계속되고, 휴양시설이 흩어져 있으며 관광기지 ·국제회의장 ·국제스포츠경기장(레닌스타디움) 등이 있다.

## 행정 구역

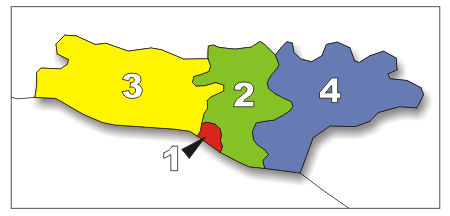
1. 첸트랄니 구, 2. 호스틴스키 구, 3. 라자렙스키 구, 4. 아들레르스키 구

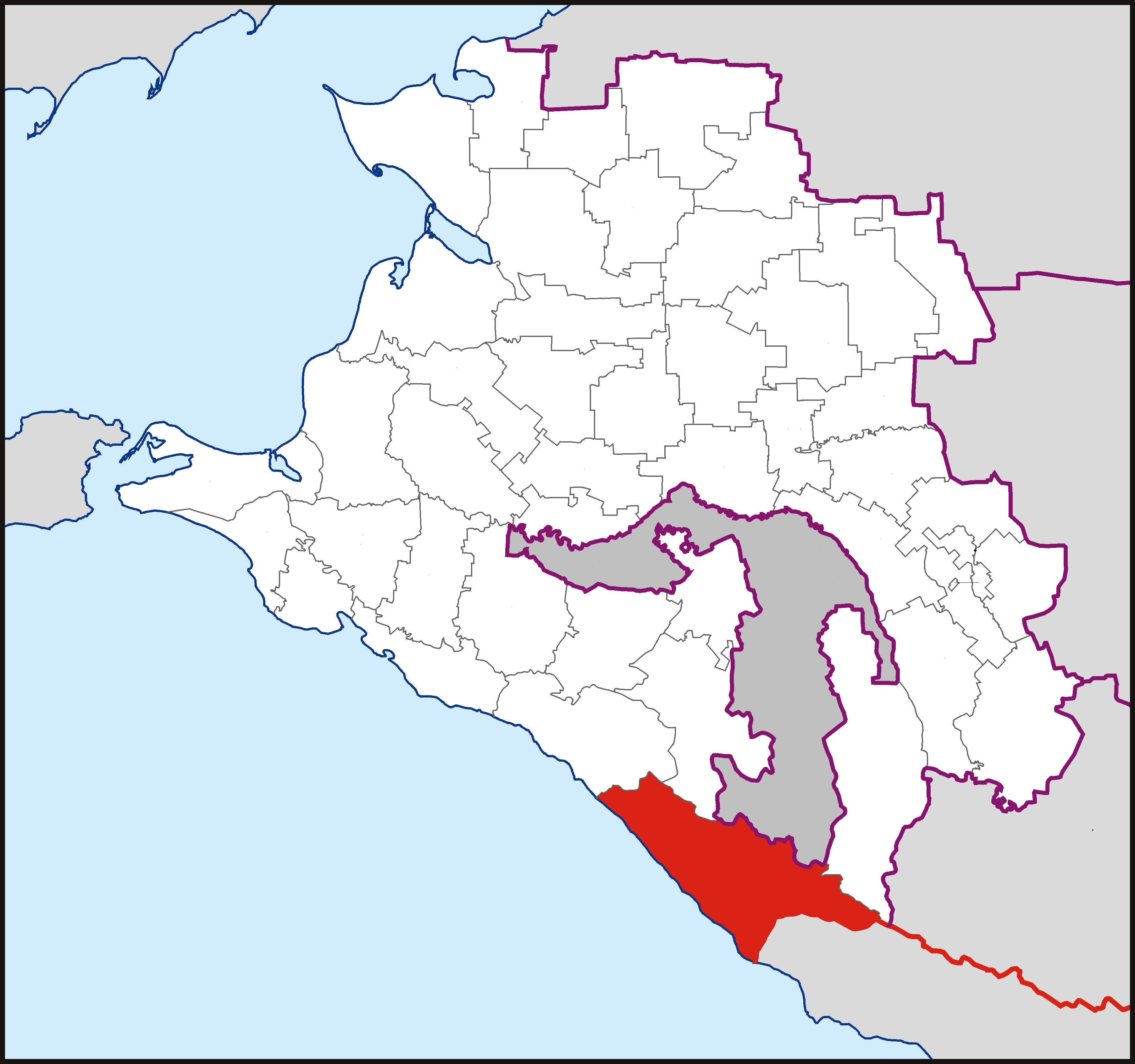
크라스노다르 변경주 내에서 소치의 위치

행정적으로 소치는 첸트랄니 구, 호스틴스키 구, 라자렙스키 구, 아들레르스키 구의 4개 구로 나뉜다. 하위에는 소치 시내 구역 외에 1개 읍과 79개 면을 관할한다.

## 출신 인물
- 모르데하이 슈피글레르 - 유대계 러시아인 출신인 이스라엘의 축구 선수이자 감독.
- 알렉세이 보에보다 - 러시아의 봅슬레이 국가대표 선수 겸 팔씨름 선수.
- 안드레 가임 - 그래핀을 발명한 2010년 노벨상 수상 과학자.
- 예브게니 카펠니코프 - 테니스 선수.
- 보리스 넴초프 - 러시아의 정치인.

## 볼거리
관광 명소로는 마체스타 광천, 나무 위주의 식물원, 대규모 전망대, 동쪽 약 100km에 있는 산간의 리차 호 등이 있다.

## 스포츠
소치는 2014년 동계 올림픽과 2014년 동계 패럴림픽 개최지이다. 소치는 2007년 7월 4일(과테말라 시각)에 열린 IOC 총회에서 오스트리아의 잘츠부르크와 대한민국의 평창을 누르고 2014년 동계 올림픽 개최 도시로 확정되었다. 2014년부터 적어도 2020년까지 러시아 포뮬러 원 그랑프리도 개최할 예정이다. 2018년 FIFA 월드컵이 열리는 11개 도시 가운데 한 곳이다.

## 자매 도시
- 영국 첼트넘 (1959년부터)
- 프랑스 망통 (1966년부터)
- 이탈리아 리미니 (1977년부터)
- 핀란드 에스포 (1989년부터)
- 미국 롱비치 (1990년부터)
- 튀르키예 트라브존 (1991년부터)
- 에스토니아 패르누 (1994년부터)
- 중화인민공화국 웨이하이 시 (1996년부터)
- 우크라이나 케르치 (2005년부터)
- 레바논 시돈 (2005년부터)
- 필리핀 라스피냐스 (2005년부터)
- 그리스 볼로스 (2007년부터)
- 모로코 살레 (2010년부터)
- 독일 바덴바덴 (2011년부터)
- 이스라엘 네타냐 (2012년부터)